# 塩崎勤
塩崎 勤（しおざき つとむ、1935年（昭和10年） - ）は、日本の元裁判官、弁護士（第一東京弁護士会、平沼髙明法律事務所）。元東京高等裁判所判事（部総括）。法政大学大学院法務研究科教授。

## 略歴
- 1959年（昭和34年）10月 司法試験第二次試験合格
- 1960年（昭和35年）3月 大阪市立大学法学部卒業
- 1962年（昭和37年）4月10日 京都地方裁判所判事補兼京都家庭裁判所判事補
- 1965年（昭和40年）4月16日 山口地方裁判所下関支部判事補兼山口家庭裁判所下関支部判事補
- 1968年（昭和43年）4月1日 広島地方裁判所判事補兼広島家庭裁判所判事補
- 1971年（昭和46年）4月5日 釧路家庭裁判所判事補兼釧路地方裁判所判事補
- 1972年（昭和47年）4月10日 釧路家庭裁判所判事兼釧路地方裁判所判事
- 1973年（昭和48年）4月30日 東京地方裁判所判事
- 1976年（昭和51年）4月1日 札幌高等裁判所判事
- 1979年（昭和54年）4月1日 東京地方裁判所判事・最高裁判所裁判所調査官
- 1984年（昭和59年）4月1日 東京地方裁判所判事（部総括）
- 1988年（昭和63年）4月1日 静岡地方裁判所判事（部総括）兼静岡家庭裁判所判事
- 1992年（平成4年）3月25日 函館地方裁判所長兼函館家庭裁判所長
- 1994年（平成6年）4月1日 名古屋高等裁判所判事（部総括）
- 1996年（平成8年）3月1日 東京高等裁判所判事（部総括）
- 2000年（平成12年）11月12日 定年退官
- 2000年（平成12年）12月1日 弁護士登録（第一東京弁護士会）
- 2001年（平成13年） 桐蔭横浜大学法学部教授
- 2004年（平成16年）4月 法政大学大学院法務研究科教授
- 2006年（平成18年）4月29日 瑞宝重光章受章

## 著書
- 『現代民事裁判の課題8 交通損害・労働災害』（編著）（新日本法規出版、1989年）
- 『裁判実務大系19 区分所有関係訴訟法』（編著）（青林書院、1992年）
- 『裁判実務大系22 金融信用供与取引訴訟法』（編著）（青林書院、1993年）
- 『マンションの法律』（編著）（ぎょうせい、1993年）
- 『金銭貸借の基礎知識（上・下）』（編著）（青林書院、1994年）
- 『不動産取引の基礎知識（上・下）』（沢野順彦と共編著）（青林書院、1994年）
- 『裁判実務大系23 借地借家訴訟法』（沢野順彦と共編著）（青林書院、1995年）
- 『裁判実務大系24 相隣関係訴訟法』（安藤一郎と共編著）（青林書院、1995年）
- 『裁判実務大系26 損害保険訴訟法』（金沢理と共編著）（青林書院、1996年）
- 『現代裁判法大系24 銀行取引・証券取引』（秦光昭と共編著）（新日本法規出版、1998年）
- 『裁判実務大系28 震災関係訴訟法』（澤野順彦と共編著）（青林書院、1998年）
- 『現代裁判法大系25 生命保険・損害保険』（編著）（新日本法規出版、1998年）
- 『現代裁判法大系9 学校事故』（編著）（新日本法規出版、1999年）
- 『新・裁判実務大系2 建築関係訴訟法』（安藤一郎と共編著）（青林書院、1999年）
- 『現代損害賠償法の諸問題』（判例タイムズ社、1999年）
- 『交通損害賠償の諸問題』（編著）（判例タイムズ社、1999年）
- 『裁判実務大系30 製造物責任関係訴訟法』（羽成守と共編著）（青林書院、1999年）
- 『現代裁判法大系3 借地借家』（渋川満、玉田勝也と共編著）（新日本法規出版、1999年）
- 『別冊金融・商事判例 少額訴訟――理論と実務』（編著）（経済法令研究会、1999年）
- 『現代裁判法大系16 商法総則・商行為』（川勝隆之と共編著）（新日本法規出版、1999年）
- 『新・裁判実務大系6 借地借家訴訟法』（中野哲弘と共編著）（青林書院、2000年）
- 『新・裁判実務大系7 不動産競売訴訟法』（澤野順彦と共編著）（青林書院、2000年）
- 『金融・商事判例の研究』（金融財政事情研究会、2000年）
- 『金融商事取引法の諸問題』（判例タイムズ社、2001年）
- 『登記請求権事例解説集』（編著）（新日本法規出版、2002年）
- 『新・裁判実務大系14 不動産鑑定訴訟法1』（澤野順彦と共編著）（青林書院、2002年）
- 『新・裁判実務大系15 不動産鑑定訴訟法2』（澤野順彦と共編著）（青林書院、2002年）
- 『新・裁判実務大系5 交通損害訴訟法』（園部秀穂と共編著）（青林書院、2003年）
- 『新・裁判実務大系8 専門家責任訴訟法』（川井健と共編著）（青林書院、2004年）
- 『医療過誤判例の研究』（民事法情報センター、2005年）
- 『新・裁判実務大系19 保険関係訴訟法』（山下丈と共編著）（青林書院、2005年）
- 『民事裁判の実務的課題』（民事法研究会、2005年）
- 『実務不法行為法講義』（羽成守と共編著）（民事法研究会、2005年）
- 『新・裁判実務大系29 銀行関係訴訟法』（雨宮眞也、山下丈と共編著）（青林書院、2007年）
- 『判例にみる共同不法行為責任』（編著）（新日本法規出版、2007年）
- 『交通事故訴訟』（小賀野晶一、島田一彦と共編著）（民事法研究会、2008年）
- 『民事法1 民法・民事訴訟法』（遠藤賢治、潮見佳男、田頭章一、升田純と共編著）（民事法研究会、2008年）

| スタブアイコン | サブスタブ | この項目は、まだ閲覧者の調べものの参照としては役立たない、人物に関連した書きかけの項目です。この項目を加筆・訂正などしてくださる協力者を求めています（P:人物伝/PJ:人物伝）。 |